# ويليام غاديس
ويليام توماس غاديس، الابن (بالإنجليزية: William Gaddis)‏. (29 ديسمبر 1922 – 16 ديسمبر 1998) هو روائي أمريكي. أدرجت مجلة تايم روايته «التمييزات»، وهي أولى رواياته الخمس وأطولهن، كواحدة من أفضل 100 رواية مكتوبة بين عامي 1923 و2005، وربحت روايتان له أيضًا «جائزة الكتاب الوطني للخيال» السنوية في الولايات المتحدة، وهما «جاي آر»، و«مرح خاص به». نُشرت مجموعة من مقالاته بعد وفاته تحت عنوان «الاندفاع نحو مكان ثان» (2002). نشرت «مطبوعات أرشيف دالكي» كتاب «رسائل ويليام غاديس» في فبراير 2013.
يُعتبر غاديس على نطاق واسع واحدًا من أوائل كتّاب ما بعد الحداثة الأمريكيين ومن أهمهم.

## الحياة والمهنة
وُلد غاديس في مدينة نيويورك لوليام توماس غاديس، الذي عمل «في وول ستريت وفي السياسة»، وإديث (تشارلز) غاديس، التي شقت طريقها من مساعدة رئيس شركة نيويورك للبخار لتحتل منصبًا تنفيذيًا ككبيرة وكلاء الشراء. عندما كان في الثالثة من عمره، انفصل والداه، وربته أمه في ماسابيكوا في لونغ آيلاند. في عمر الخامسة أُرسل إلى مدرسة ميريكورت الداخلية في برلين، كونيتيكت. استمر في المدرسة الخاصة حتى الصف الثامن، وبعد ذلك عاد إلى لونغ آيلاند، وحصل على شهادته من مدرسة فارمنغديل الثانوية في عام 1941. التحق بجامعة هارفارد في عام 1941، وكان عضوًا في مجلة هارفارد لامبون (وأصبح في النهاية رئيسًا لها)، ولكن طلب منه المغادرة عام 1944 بسبب مشاجرة مع الشرطة. عمل كمدقق للحقائق في صحيفة ذا نيويوركر لأكثر من عام بقليل (أواخر فبراير 1945 حتى أواخر أبريل 1946)، ثم أمضى خمس سنوات في السفر إلى المكسيك، وأمريكا الوسطى، وإسبانيا، وفرنسا، وإنجلترا، وشمال إفريقيا، وعاد إلى الولايات المتحدة عام 1951.
ظهرت روايته الأولى «التمييزات» عام 1955، وكانت عملًا طويلًا ومعقدًا وتلميحيًا، لذلك كان عليها أن تنتظر لتجد جمهورها المناسب. اعتبرها نقّاد الصحف رواية فكريةً بشكل زائد عن الحد ومكتوبة بشكل مبالغ فيه، وربما كان ذلك بناء على مبدأ «كل ما هو غير معروف يبدو فاحشًا». (دافع جاك غرين عن الكتاب في سلسلة من الأوراق العريضة التي انتقدت النقاد؛ جُمعت هذه السلسلة لاحقًا تحت عنوان« أطلق النار على الأوغاد!»). بعد وقت قصير من نشر «التمييزات»، تزوج غاديس زوجته الأولى باتريشا بلاك، التي أنجبت طفلين هما: سارة (التي كتبت رواية صعوبة البلع المستوحاة من علاقتها مع والدها)، وماثيو.
انتقل غاديس بعد ذلك إلى العمل في العلاقات العامة وصنع أفلام وثائقية لإعالة نفسه وأسرته. في هذا المنصب، عمل لدى فايزر، وإيستمان كوداك، وآي بي إم، وجيش الولايات المتحدة، من بين آخرين. كما حصل على منحة المعهد الوطني للفنون والآداب، ومنحة روكفلر، ومنحتين وطنيتين للفنون، وساعده كل ذلك على كتابة روايته الثانية. في عام 1975 نشر رواية «جاي آر»، وهي مكتوبة بالكامل تقريبًا في حوار غير منسوب. يتعلم بطل الرواية المُسمى، والبالغ من العمر 11 عامًا، من رحلة ميدانية لصفه الدراسي ما يكفي عن سوق الأسهم لبناء إمبراطورية مالية خاصة به. أيدته هنا آراء النقاد، وفازت هذه الرواية بجائزة الكتاب الوطني للخيال. انتهى زواجه من زوجته الثانية «جوديث تومبسون» بعد وقت قصير من نشر «جاي آر». بحلول أواخر سبعينيات القرن العشرين، دخل غاديس في علاقة مع مورييل أوكسنبرغ ميرفي، وعاشا معًا حتى منتصف التسعينيات.
قدمت رواية النجار القوطي (1985) صورة أقصر وأكثر إيصالًا لنظرة غاديس الساخرة للعالم. بدلًا من مكافحة حالة بغض البشرية (كما في التمييزات) أو تبريرها على مضض (كما في جاي آر)، فإن النجار القوطي تنغمس في تلك الحالة. تصبح المقاضاة المستمرة التي كانت إحدى مواضيع ذلك الكتاب؛ الموضوع الرئيسي وأداة الحبكة في رواية مرح خاص به (1994)- التي أكسبته جائزة الكتاب الوطني الثاني، ووصلت إلى نهائيات المسابقة على جائزة دائرة نقاد الكتاب الوطنية للخيال.
توفي غاديس في منزله في إيست هامبتون، نيويورك، بسبب سرطان البروستات في 16 ديسمبر 1998، ولكن ليس قبل إنشاء عمله الأخير، اندهاش أغابيAgapē Agape (agapē هي كلمة يونانية وتعني الحب الإلهي وغير المشروط). نُشرت الرواية في عام 2002، في صورة كلمات أخيرة لشخصية مشابهة للكاتب ولكنها ليست متطابقة معه. جمع كتاب الاندفاع نحو مكان ثان، الذي نُشر في الوقت نفسه، معظم القصص غير الخيالية التي نشرها غاديس سابقًا.

## الجوائز
- زمالة غوغنهايم
- زمالة ماك آرثر
- الجائزة الوطنية للكتاب عن فئة الخيال  [لغات أخرى]‏
- الجائزة الوطنية للكتاب عن فئة الخيال  [لغات أخرى]‏

## روابط خارجية
- ويليام غاديس على موقع IMDb (الإنجليزية)
- ويليام غاديس على موقع الموسوعة البريطانية (الإنجليزية)
- ويليام غاديس على موقع مونزينجر (الألمانية)
- ويليام غاديس على موقع إن إن دي بي (الإنجليزية)
- ويليام غاديس على موقع ديسكوغز (الإنجليزية)